# Walter Sickert
Walter Richard Sickert (født 31. maj 1860 i München, Tyskland, død 22. januar 1942 i Bath, England) var en engelsk impressionistisk kunstmaler af dansk afstamning. Sickert var kosmopolit og excentriker og foretrak almindelige mennesker og urbane scener som motiver. Hans berømteste morbide billeder er undtagelser.
Blandt andet i bogen Portræt af en morder søger kriminalforfatteren Patricia Cornwell at føre bevis for, at Walter Sickert var Jack the Ripper, som i november 1888 begik fem bestialske kvindemord i London.